# Кудрявцев, Александр Иванович
Александр Иванович Кудрявцев (19 августа 1928, Вологодская область, СССР — 9 июля 2022) — советский партийный и государственный деятель.

## Биография
В 1945—1951 году учился в университете по специальности инженер-механик. После этого до 1960 года работал на заводе в Ульяновске бригадиром. В 1954 году стал членом КПСС.
С 1960 года — на работе в Ульяновском обкоме КПСС, в 1961—1966 годах — секретарь обкома, заведующий промышленно-транспортным отделом. Делегат XXII съезда КПСС (1961). С 1967 по январь 1974 года (по другим данным — в 1966—1972) — первый секретарь Ульяновского горкома партии. Избирался депутатом Верховного Совета РСФСР VIII созыва (1971—1975).
В 1972[уточнить] году переехал в Москву в распоряжение аппарата Центрального комитета КПСС.
В 1982 году был избран вторым секретарём ЦК Компартии Эстонии, занимал эту должность до 1985 года. В соответствии с политикой Центра проводил политику русификации и был сторонником первого секретаря Карла Вайно. Избирался депутатом Верховного совета СССР XI созыва (1984—1989) от избирательного округа в Эстонии, также был депутатом Верховного Совета Эстонской ССР XI созыва (1985—1990). Освобождён от обязанностей 2-го секретаря XXI пленумом 4.12.1985.
В 1985 году вернулся в Москву на партийную работу в отдел ЦК КПСС.
Награждён двумя орденами «Трудового Красного Знамени» и орденом «Знак Почёта». Почётный гражданин Ульяновской области (2005).
Ушёл из жизни 9 июля 2022 года, похоронен на Троекуровском кладбище.